# Шивицкис, Пранцишкус Казимирович

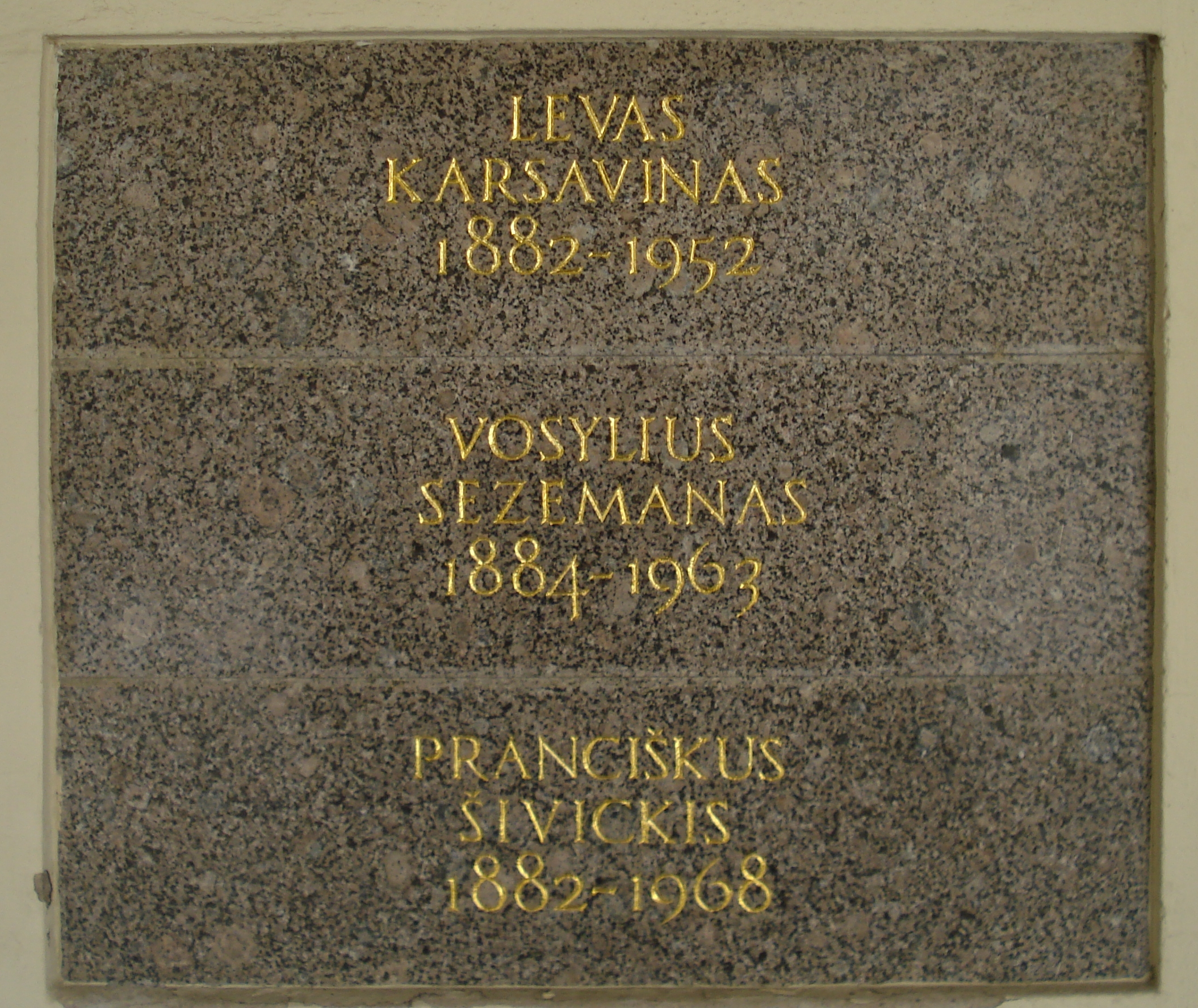
Мемориальные таблицы П. К. Шивицкису (внизу) и философам Л. П. Карсавину и В. Э. Сеземану в Большом дворе Вильнюсского университета

Пранцишкус Шивицкис (30 сентября 1882, Жалакишкяй Российская империя — 10 октября 1968, Вильнюс, Литовская ССР, СССР) — советский, литовский и американский зоолог, академик АН Литовской ССР (1956—68).

## Биография
Родился 30 сентября 1882 года в Жалакишкяй.
В связи с трудностями в личной жизни в 1906 году был вынужден эмигрировать в США, но первоначально не мог никуда поступить и лишь в 1910-х годах ему удалось поступить в университет штата Миссури, который окончил в 1917 году.
Пранцишкусу Шивицкису этого показалось мало и он поступил ещё в Чикагский университет, который окончил в 1922 году. С 1922 по 1928 год заведовал кафедрой зоологии в Манильском университете (Филиппины). В 1928 году Пранцишкус Шивицкис решил вернуться на родину и переезжает в Каунас, где с 1929 по 1940 год занимает должность профессора организованной им кафедры сравнительной анатомии и эмбриологии Каунасского университета.
В 1940 году переехал в Вильнюс и посвятил этому городу всю оставшуюся жизнь. С 1940 по 1948 год заведовал кафедрой общей биологии и гистологии Вильнюсского университета, с 1948 по 1959 год работал в институте животноводства и ветеринарии, где в 1952 году организовал комплексную лабораторию паразитологии.
Во время работы в институте животноводства и ветеринарии предложил идею создания института зоологии и паразитологии и наконец в 1959 году новый институт распахнул свои двери, а Пранцишкус Шивицкис был единогласно избран директором и руководил институтом до самой смерти. Он жил и работал в Вильнюсе по адресу Улица Диджёйи.
Умер 10 октября 1968 года в Вильнюсе.

## Научные работы
Основные научные работы посвящены гидробиологии и паразитологии.
- 1948 — Занимался изучением гельминтов сельскохозяйственных животных.

## Научные труды
- Курс элементарной зоологии.— Манила, 1927.
- Курс элементарной зоологии.— Каунас, 1931.
- Определитель паразитов, 1956.

## Список использованной литературы
- Биологи. Биографический справочник.— Киев.: Наук. думка, 1984.— 816 с.: ил